# Agustin Ortega
Agustin Ortega (sinh ngày 29 tháng 12 năm 1992) là một cầu thủ bóng đá người Argentina.

## Sự nghiệp câu lạc bộ
Agustin Ortega đã từng chơi cho Blaublitz Akita.